# Svenskättling

Länder med betydande svensk befolkning och ättlingar.
Sweden
+ 1 000 000
+ 100 000
+ 10 000
+ 1 000

Svenskättling är en person vars släktingar i någon tidigare generation utvandrade från Sverige till ett annat land, till exempel till USA under emigrationen från Sverige till Nordamerika.